# جین فیلپات
جین فیلپات (انگلیسی: Jane Philpott؛ زادهٔ ۲۳ نوامبر ۱۹۶۰) یک سیاست‌مدار اهل کانادا است. او وزیر بهداشت کانادا است.